# 冷硬派

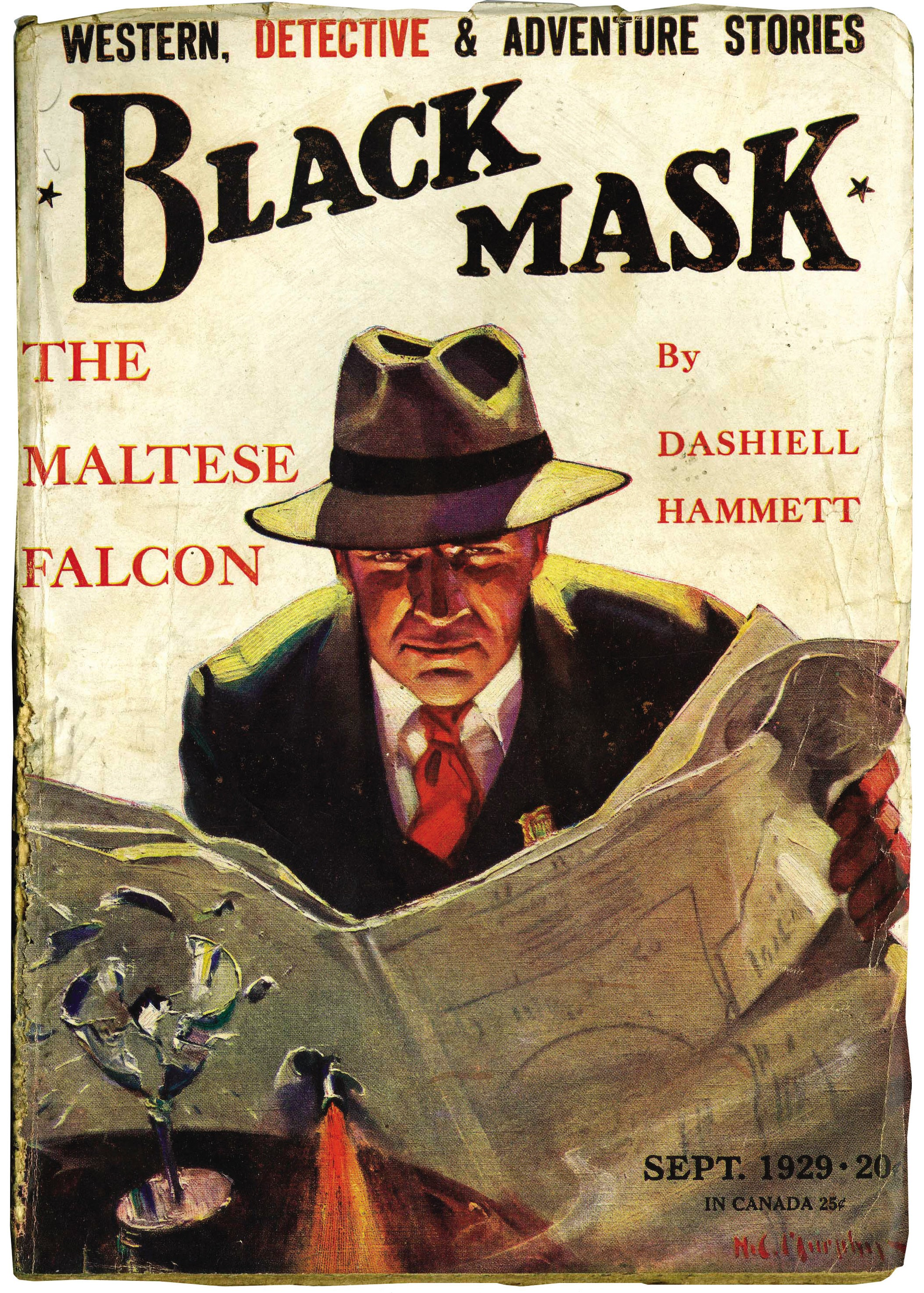
1929年9月，《黑色面具》雜誌刊登了達許·漢密特的小說《馬爾他之鷹》首次連載，封面為故事主角山姆‧史培德的插圖。

冷硬派（英語：Hardboiled）是一種文學形式，起源於1920年代禁酒令時期的美國，至今已發展為豐富多產的風格體系，形成一種全球性的推理小說子類型，並啟發了後來盛行於好萊塢的「黑色電影」。中文的冷硬派譯自英文「Hard-boiled」，原指煮透的水煮蛋，第一次世界大戰後用於形容歷經滄桑而性格轉變的退伍軍人，後來涵義擴展為內心帶有傷痕的硬漢和以之為主角的文學體裁。
典型的冷硬派故事以感傷的筆觸、機鋒的對白等文學性為基底，背景大多發生在犯罪猖獗、政治腐敗、司法不公、官商勾結、經濟蕭條、階級壓迫的城市邊緣和社會底層。主角通常是性格孤僻、憤世嫉俗、生活潦倒、沉迷菸酒，但卻鐵漢柔情、內心正直嚴肅、堅守原則、富有道德與信念、具浪漫色彩和高度理想化特質的偵探，隻身面對腐敗的黑幫、財團、豪門、官僚、政客、警察等強大黑暗勢力。
古典冷硬派作品藉由此種崩解或衰頹的社會秩序、以及孤獨的薛西弗斯式反英雄主角，反映出當時「扒糞運動」之下、美國夢的繁榮表象破滅後墮落傾頹的社會圖像，描繪其中個體所面臨的幻滅、沉淪、死亡、掙扎與救贖，與推理小說黃金時期的柯南·道爾、G·K·卻斯特頓、阿嘉莎·克莉絲蒂等古典解謎派分道揚鑣，一反純淨優雅的英式風格和中產階級價值觀，強調血腥暴力、好勇鬥狠、縱情聲色的黑色美學，成為推理文學史上另闢蹊徑的創新。

## 美國的冷硬派簡史

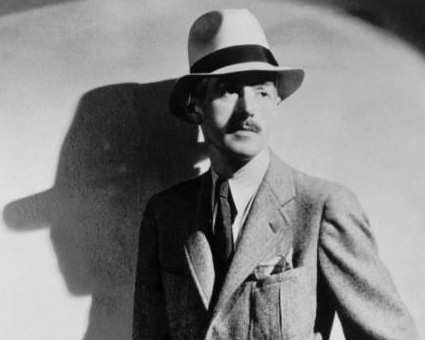
達許·漢密特是冷硬派的開山宗師之一。

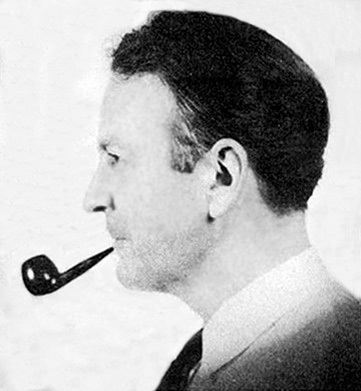
雷蒙·錢德勒充滿詩意的感傷風格，為冷硬派注入文學底蘊。

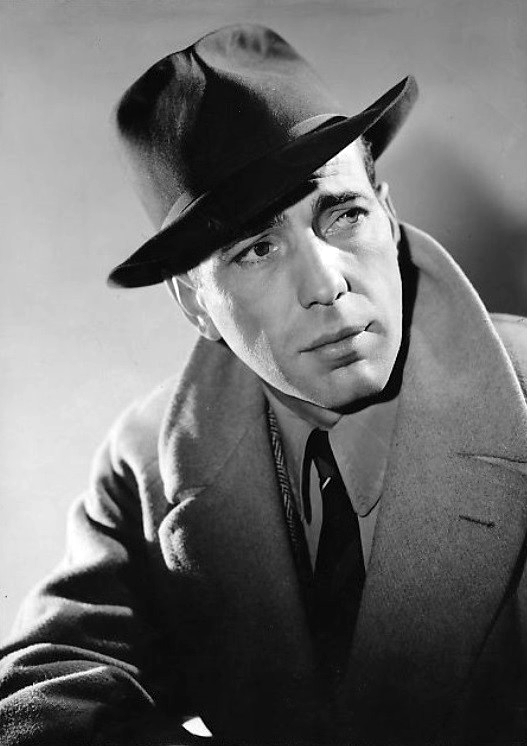
亨弗萊·鮑嘉曾飾演山姆‧史培德與菲力普·馬羅，奠定冷硬派偵探的經典形象。

歷史上最早的冷硬派小說可能是卡羅爾·約翰·戴利刊登於1922年12月號《黑色面具》雜誌上的短篇小說〈假冒伯頓·康布斯〉（The False Burton Combs）。達許·漢密特的《血色收穫》（1929）和《馬爾他之鷹》（1930）則首先確立了冷硬派的風格，冷酷自私、男女關係混亂的山姆‧史培德是他筆下最有名的偵探。具有獨特感傷筆法的雷蒙·錢德勒，在《大眠》（1939）、《再見，吾愛》（1940）、《漫長的告別》（1954）等作品中創造出洛杉磯偵探菲力普·馬羅，成為冷硬派主角的經典形象，數十年來其系列故事多次搬上螢幕，傳奇影星亨弗萊·鮑嘉等十多名演員都曾飾演過這個角色。在漢密特與錢德勒奠定的基礎上，羅斯·麥唐諾在《寒顫》（1964）等名作中創造了名偵探盧·亞徹，藉由聆聽與問話破解案件的方式類似心理醫師，因細膩勾勒出人性心理及提高冷硬派小說的文學性而備受讚譽。
米基·史畢蘭的作品在1950至60年代取得巨大成功，但批評者認為他筆下的主角邁克·漢默是危險的偏執狂、虐待狂和受虐狂，且其封面往往以衣著暴露的女性為插圖，比當時其他冷硬派小說具有更明顯的色情與暴力色彩。約翰·麥唐諾於《深藍再見》（1964）創造了黝黑、高大、身手矯捷的「海邊遊俠」查維斯·麥基，他成天在佛羅里達州沿海駕著遊艇四海為家，後來發展出21本以佛州、墨西哥和加勒比地區異國情調為特色的系列，每部書名中都有一種顏色的名稱。羅伯·派克早年頂著「錢德勒接班人」的名號出道，接手創作「菲力普·馬羅」系列故事，並讓馬羅在小說中完婚。他另以長達37部的波士頓偵探「史賓賽探案」系列聞名（首作為《古烏伏手卷》，1973），ABC電視台曾在1980年代翻拍為影集。其筆法機智風趣、作品大受歡迎，扭轉了世人對冷硬派陰暗而充滿暴力的印象。
蘇·葛拉芙頓的女私家偵探「金絲·梅芳」系列相當暢銷，25本作品標題皆以英文字母做為開頭，例如《不在場證明的A》（"A" Is for Alibi，1982）、 《證據的E》（"E" Is for Evidence ，1988）、 《殺手的K》（"K" Is for Killer ，1994），但她始終拒絕將作品授權改編為影劇。勞倫斯·卜洛克有「紐約犯罪風景的行吟詩人」之美譽，連恩·尼遜在《鐵血神探》中扮演過他筆下最有名的私家偵探馬修·史卡德。卜洛克將冷硬派書寫推向全新境地，他以《八百萬種死法》（1982）、《行過死蔭之地》（1992）等作品刻劃出紐約獨有的蒼涼與孤獨，透過犯罪事件寫出人間詩意，已臻純文學之高度。
詹姆士·艾洛伊十歲時母親遭到謀殺，曾加入陸軍的他在退伍後酗酒、嗑藥、流連街頭，後來因酒精中毒而決心戒酒並走上寫作一途。他以破碎而帶有詩意的文字，構築起獨特的黑暗暴力世界，台灣推理評論家冬陽形容艾洛伊的小說是「又黑又稠的犯罪小說極品」。艾洛伊的《黑色大理花懸案》（1987）、《絕命之鄉》（1988）、《鐵面特警隊》（1990）、《白色爵士》（1992）構成的「洛城四部曲」最是經典，皆以1940、50年代繁華與黑暗共融的洛杉磯為背景，紙醉金迷的黑社會、貪腐的政府與司法體制、慘絕人寰的兇殘命案是他作品的核心。其中《黑色大理花懸案》及《鐵面特警隊》都曾翻拍為電影，後者由凱文·史貝西與羅素·克洛兩大巨星主演，在當年奧斯卡獎獲得9項提名。
丹尼斯·勒翰以小說《戰前酒》（1994）出道，創造了冷硬派男女偵探搭檔「派崔克／安琪」系列，以龍蛇雜處的東岸大城波士頓為背景，黑色幽默的對話、深入家庭暴力與童年創傷的題材引起書市極大回響。好萊塢名導克林·伊斯威特改拍成同名電影的《神祕河流》（2001），是他真正打入主流文學界並登上巔峰的經典之作，其他暢銷小說如《隔離島》（2003）和《夜行人生》（2012）也分別被馬丁·史柯西斯與班·艾佛列克搬上大銀幕。英國作家李·查德以退役美國憲兵為主角的傑克·李奇系列（首作《地獄藍調》，1997）也多被歸類為冷硬派風格，該作品後來翻拍為湯姆·克魯斯主演的電影《神隱任務》系列。

## 亞洲的冷硬派發展

### 日本
亞洲推理文學大國日本有「本格派」及「社會派」兩大支柱，但也發展出自己的冷硬派系譜。源自美國的冷硬派潮流約在1950年代傳入日本，大藪春彥經由江戶川亂步推薦，在《寶石》雜誌上刊載《該死的野獸》（1958），被視為日本冷硬派推理小說的先驅，與同時代的高城高及河野典生並稱為「冷硬派三傑」。生島治郎以《傷痕街》（1964）出道，並以《追兇》（1967）獲得直木獎，他繼承了日本冷硬派中的陽剛面，也將英雄的精神層次發展得更為豐富。受到生島啟發的大澤在昌寫下處女作《感傷的街角》（1978），另以新宿署鮫島警部為主角的《新宿鮫》（1990）系列聞名於世，沖淡日本冷硬派文學中動作冒險小說的味道。逢坂剛波瀾萬丈的傑作《百舌吶喊的夜晚》（1986），則是描述公安警察與刑警體系暗地衝突的內幕。
1980年代後，北方謙三著有多部以冷硬派為主題的系列作品。藤原伊織以全共鬥事件為背景的名作《恐怖分子的洋傘》（1995），是史上第一部同時獲得江戶川亂步獎及直木獎的小說。馳星周獲得吉川英治文學新人獎的《不夜城》（1996），描述擁有台灣血統的混血兒在新宿歌舞伎町黑社會打滾的故事，後翻拍為金城武主演的電影，並發展為三部曲系列作。石田衣良的《池袋西口公園》（1998）系列可說是冷硬派融合青春小說的變種，描述池袋不良少年真島城的故事，其後由宮藤官九郎擔任編劇的電視劇深受歡迎。譽田哲也以《草莓之夜》（2006）開啟「警部補姬川玲子」系列，女星竹內結子主演的同名電視劇在當時蔚為話題。柚月裕子描寫廣島縣黑白兩道鬥爭的《孤狼之血》（2015）系列，後來翻拍為役所廣司及松坂桃李主演的電影，為2010年代後的日本冷硬派掀起新風潮。
冷硬派通常被當作推理小說的子類型，但日本一些純文學作家也寫過可視為冷硬派的作品。存在主義文學巨擘安部公房的《燃燒的地圖》（1967），描寫追查失蹤者的私家偵探在都市迷宮中逐漸迷失自我，呈現荒謬、疏離、死亡、傷害等情節。村上春樹則多次表達他對雷蒙·錢德勒的仰慕，自稱讀過12遍《漫長的告別》，其名作《世界末日與冷酷異境》（1985）原文書名更是直接出現「冷硬」（ハードボイルド，hardboiled）一詞，書中單數章節的「冷酷異境」明顯具有冷硬派色彩。

### 台灣
劇場界人士紀蔚然寫出具有冷硬派風格的文藝小說《私家偵探》（2011），以半自傳式的敘事手法，將其對人生的思考轉化為連續殺人魔的追緝過程，在日本獲得2021年「這本推理小說真厲害！」海外部門第5名、「週刊文春推理小說 Best 10」海外部門第9名的殊榮。
臥斧以都更、移工、宗教團體等本土社會議題為創作藍本，推出《碎夢大道》（2014）、《抵達夢土通知我》（2016）、《低價夢想》（2020）等「碎夢三部曲」，交織著能與現實世界相互呼應的社會事件，再以縝密的推理掀開背後黑幕，承載着針砭時弊的寫實主義筆調，更帶有濃厚的冷硬派風貌與精神。失憶的主角彷彿是台灣自身的隱喻，在不明身世的狀態下，仍要追尋自己存在的價值與意義。然而主角擁有抽取並閱讀他人記憶的異能，似與冷硬派的本質和美學有所衝突，香港推理小說家陳浩基評論本作是「加入了冷硬派和奇幻元素的推理系列」。中央研究院台灣史研究所副研究員吳叡人認為，臥斧嘗試承續冷硬派傳統的意圖是非常明顯的，可以視為「對『台灣夢』破滅的一種評論與註解」。
既晴在「張鈞見探案」系列的短篇小說集《城境之雨》（2020）中，試圖整合本格派、社會派、冷硬派等三大流派於一體，並親自以製作人的身分改編書中短篇〈沉默之槍〉為公視電視劇。張國立的「乩童警探三部曲」（2020）充滿冷硬派小說的經典元素，又巧妙融入台灣特有的宮廟文化與玄幻色彩，與美國冷硬派偵探有著非常相似的特質。

### 香港
陳電鋸的《大豐收》（2012）將書名對應到漢密特的《血色收穫》，內容談及當時香港社會的亂象，以冷硬派寫出香港在地特色。許信城的《追跡》（2021）描述主角受富家女委託，調查服侍多年的管家突然人間蒸發的原因，是香港少有的冷硬派推理作品。

## 代表作品
- 達許·漢密特《馬爾他之鷹》（1930）
- 雷蒙·錢德勒《漫長的告別》（1954）
- 羅斯·麥唐諾《寒顫》（1964）
- 勞倫斯·卜洛克《八百萬種死法》（1982）
- 詹姆士·艾洛伊《鐵面特警隊》（1990）
- 大澤在昌《新宿鮫》（1990）
- 藤原伊織《恐怖分子的洋傘》（1995）